# Saddka
Saddka o Sadaqa  (in arabo صدقة‎?, "carità", plurale ṣadaqāt in arabo صدقات‎?) nel contesto islamico moderno è una parola che viene comunemente usata per significare "carità volontaria", Questo concetto comprende qualsiasi atto di donare per compassione, amore, amicizia (fraternità), dovere religioso o generosità. Il termine è affine a zedaqah (in ebraico צדקה ‎?).